# Курган (копець) Ванди

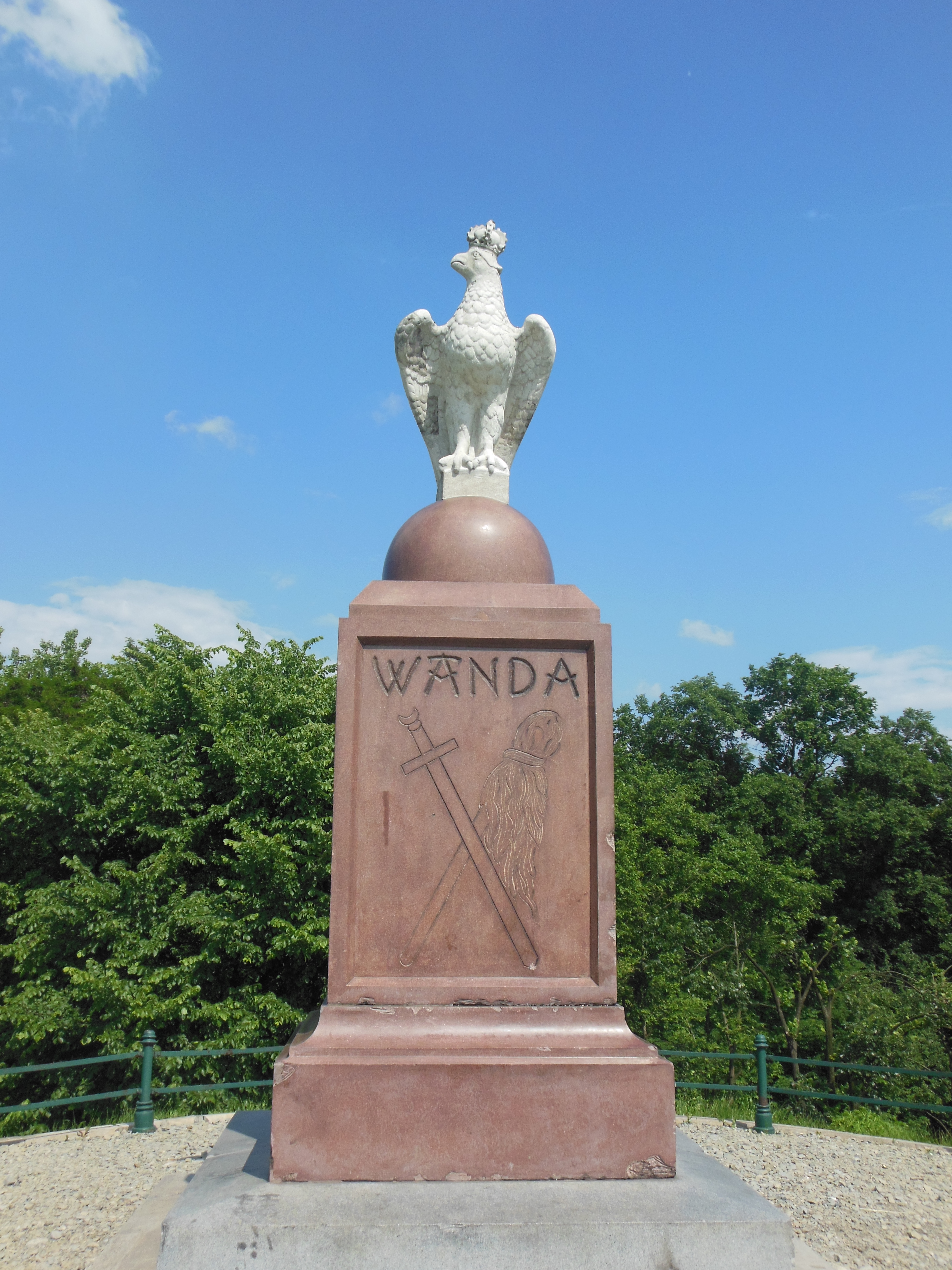
Пам'ятник за проектом Яна Матейка, що увінчує курган.

Курган Ванди — курган у Новій Гуті, районі Кракова, ймовірно збудований близько 7 - 8 ст. Один із п'яти курганів у Кракові. За легендою, це могила Ванди, доньки князя Крака, тіло якої мали виловити з течії біля текучої Вісли . Курган вінчає мармуровий пам’ятник за проектом Яна Матейка, прикрашений прялкою, перехрещеною мечем, і написом «Ванда».

## Історія кургану
- 1222 р. - перша згадка про село Могила, назва якого пов'язана з Вандиним курганом.
- 2-га половина XV століття - Ян Длугош пов'язав курган у Могилі з могилою Ванди.
- 1584 р. – перша згадка про появу кургану.
- 2-га половина 19 століття - цистерціанці передали курган нації.
- 1860 р. — австрійці обнесли курган земляним валом у складі укріплень Краківської фортеці .
- 1888–1890 рр. – заміна земляного валу на цегляно-кам’яний форт .
- 1890 р. – Корнель Козерський власним коштом відновив курган, поставивши на вершині мармурову скульптуру орла за проектом Яна Матейка .
- близько 1890 р. – ймовірно, у зв’язку з вищеописаними роботами курган (вперше і єдиний раз дотепер) обстежив неофіційний голова економіки в Кракові та співзасновник Товариства любителів історії та пам’яток с. Краків, Теодор Куляковський . Однак це не було археологічне дослідження в строгому значенні [1] .
- 1968–1970 рр. – форт зруйновано.
- грудень 2016 року — вперше проведено георадарні випробування, в результаті яких виявлено наявність аномалій [2] [3] .

## Види з кургану Ванди

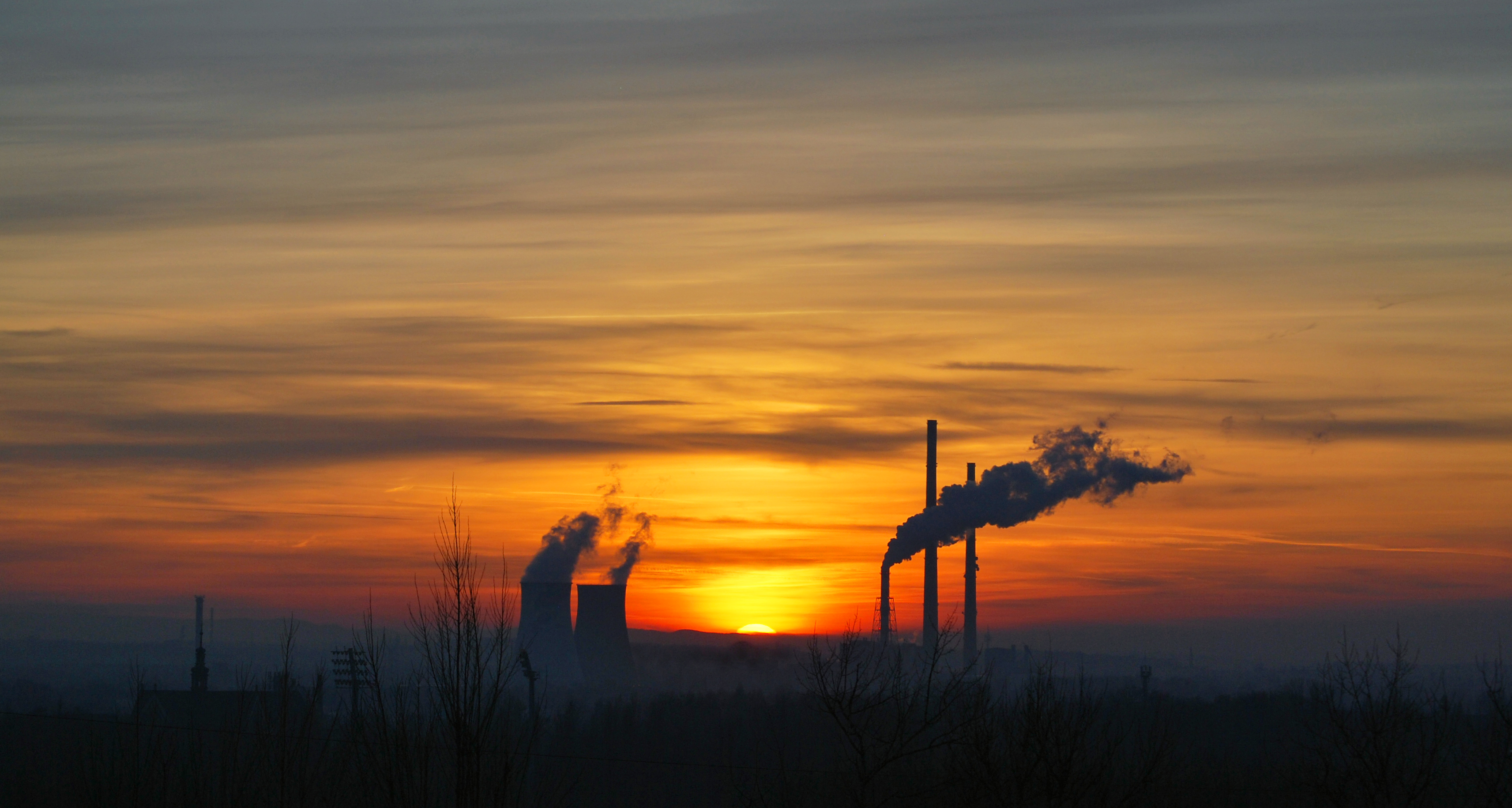
Вид на захід сонця з кургану Ванди 6 лютого, кельтський Імболк. Сонце сідає за курган Крака.
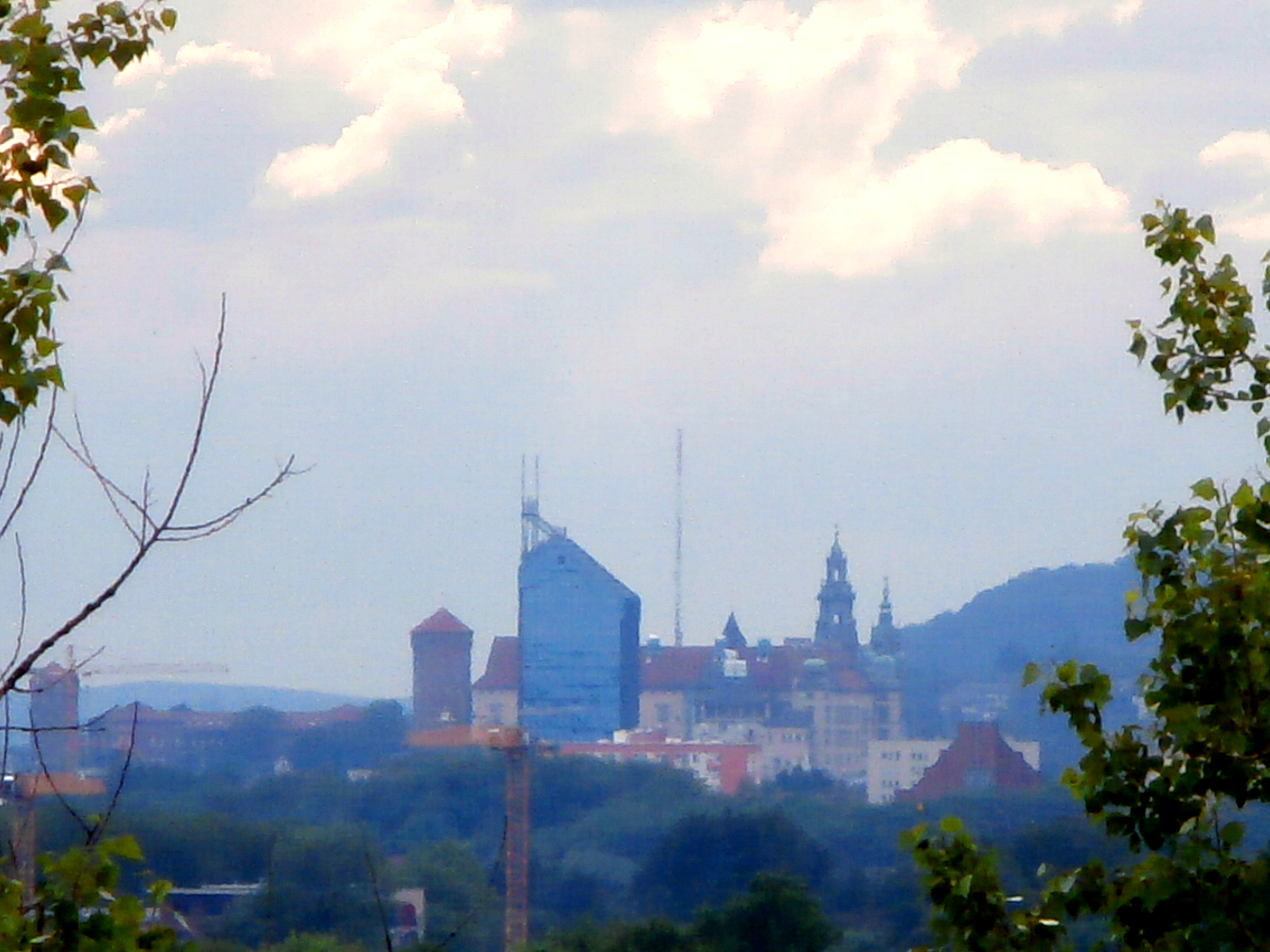
Вид на Вавель
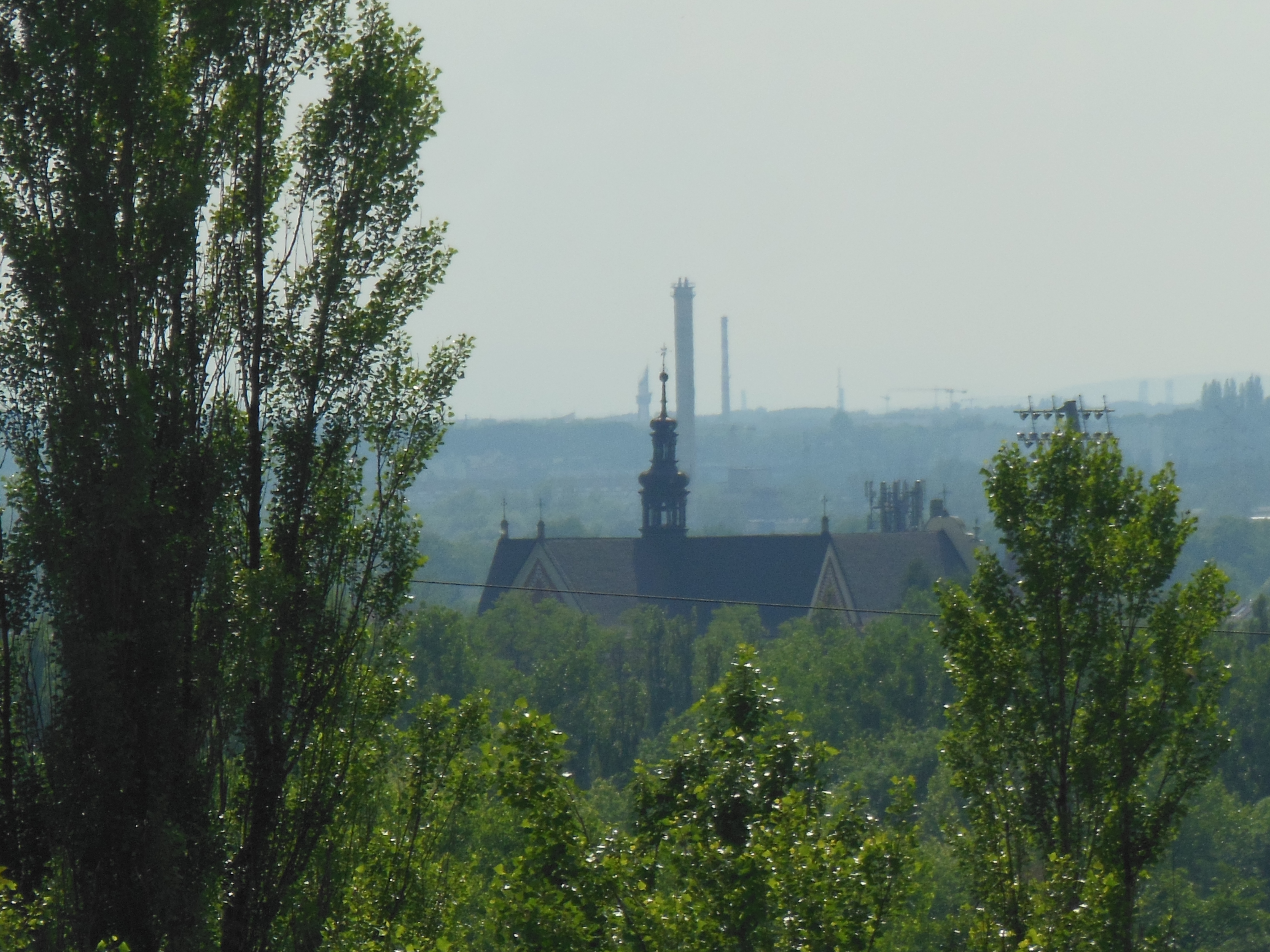
Вид на Цистерціанське абатство
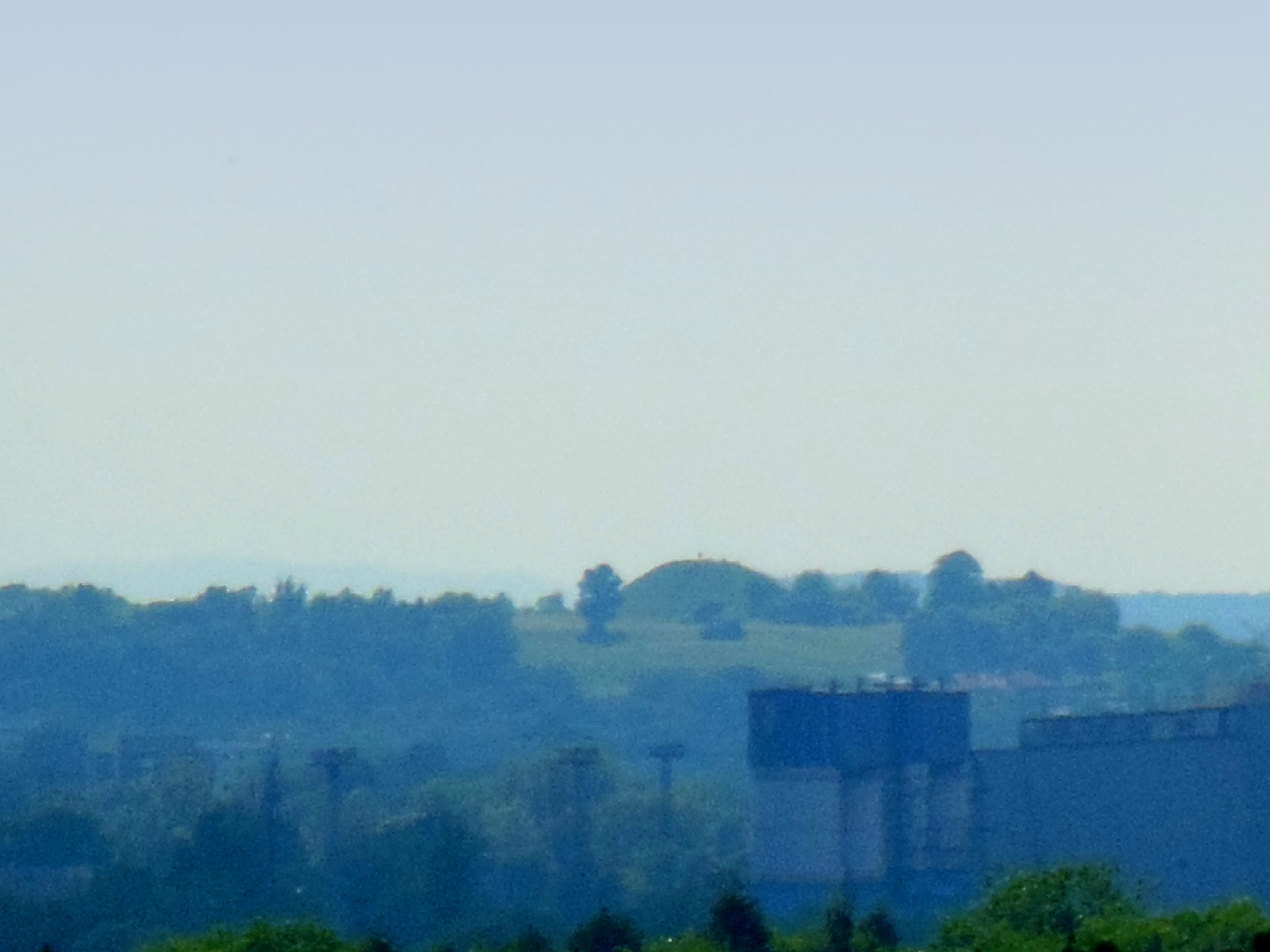
Вид на курган Крака

## Приблизні розміри
- висота 14 м (238 м над рівнем моря);
- діаметр основи 45–50 м;
- діаметр зрізаної вершини 9,5 м;
- об'єм близько 9000 м³.

## Виноски
1. ↑  Dzieje Krakowa. Kraków: Spółka Wydaw. Polska. 1911. с. 6.
2. ↑  Błaszczyk, Przemysław (12 грудня 2016). Czy w kopcu Wandy znajduje się jej grobowiec? Sprawdzają to naukowcy. rmf24.pl.
3. ↑  Pawłowski, Paweł (1 січня 2016). Kopiec Wandy odkrywa swoją tajemnicę. Są wyniki badań georadarowych. rmf24.pl.